# Glen Salmon
Glen Salmon (Salisbury, 24 dicembre 1977) è un allenatore di calcio ed ex calciatore sudafricano di ruolo attaccante, tecnico degli Orlando Pirates Reserves.

## Carriera

### Club
Ha giocato nel campionato sudafricano, olandese e greco.

### Nazionale
Con la maglia della Nazionale sudafricana ha partecipato alla Coppa d'Africa nel 2000.